# Одемвингие, Питер
Пи́тер Оса́зе Одемви́нгие (англ. Peter Osaze Odemwingie; род. 15 июля 1981, Ташкент) — нигерийский и российский футболист, нападающий, в составе сборной Нигерии трижды был бронзовым призёром Кубка африканских наций (2004, 2006, 2010).

## Клубная карьера

### Ранняя карьера
Через год после рождения Питера семья переехала в Башкирию, но вскоре вернулась в Ташкент, а в 1993 году Одемвингие вместе с матерью и старшей сестрой Алсу переехал в Набережные Челны, где до 15 лет занимался в ДЮСШ «КАМАЗ» под началом Виктора Борисова. В 1995—1998 годах занимался в футбольной школе московского ЦСКА. За команду не сыграл ни одного матча даже в дубле — тренеры сочли его бесперспективным. Но в 1998 году отец отправил сына в Нигерию, где он начал выступать за клуб «Бендел Иншурэнс», в котором провёл три сезона.
В 2002 году перешёл в бельгийский «Ла-Лувьер», с которым выиграл Кубок Бельгии 2002/03.

### «Лилль»
В 2005 перебрался во французский «Лилль». Именно в этой команде Одемвингие полностью раскрылся как игрок. Лучшим для нападающего стал сезон 2005/06, когда он стал вторым бомбардиром чемпионата Франции (14 голов), занял с командой третье место в чемпионате и вышел со своим клубом в Лигу чемпионов.
В июле 2007 года в прессе ходили слухи о его грядущем переходе в московский «Спартак», однако сделка не состоялась; по словам владельца «Спартака» Леонида Федуна: «В нашем списке желаемых приобретений он занимал только четвёртое место. К тому же платить за него тридцать миллионов долларов — слишком много. Это совокупность трансферной стоимости, комиссии и зарплаты. Собственно за трансфер французы просили 12 миллионов евро, а сам игрок хотел заработную плату в 3 миллиона долларов».

### «Локомотив»
19 июля Одемвингие подписал контракт с московским «Локомотивом», 19 июля был официально представлен в качестве игрока железнодорожников и получил майку с 9-м номером, а 22 июля дебютировал в составе подопечных Анатолия Бышовца в матче против ЦСКА. Наиболее удачным сезоном в «Локомотиве» для Питера стал сезон 2008 года. В том году он стал лучшим бомбардиром команды с 10 голами. В дальнейшем его результативность снизилась: в следующем году он забил 7 голов, а в сезоне 2010 года вовсе не смог отличиться.

### «Вест Бромвич Альбион»
20 августа 2010 года Одемвингие подписал трёхлетний контракт с клубом «Вест Бромвич Альбион»; сумма трансфера составила 2,5 млн евро. В новом клубе он получил футболку с номером 24. В первом же матче за английский клуб Одемвингие забил гол на 81-й минуте и принёс «Вест Бромвичу» победу над «Сандерлендом». После скандального расистского баннера, вывешенного болельщиками «Локомотива» и надписи «Спасибо, Вест Бромвич!», Питер сказал:

В «Локомотиве» на меня постоянно оказывали давление, я был жертвой. Меня обвиняли в Москве за то, что Нигерия попала на чемпионат мира, а Россия — нет. Они говорили, что я не хочу играть, потому что думаю только о мундиале, но это было не так. За три года «Локомотив» так и не добился никаких результатов, которые были необходимы. Всё это помогало болельщикам в их стремлении сделать меня козлом отпущения. Они позволяли себе расистские выкрики в мой адрес. С этим трудно было справиться, так что сейчас я счастлив, что всё позади. Я провёл три сезона в России. Я сыграл несколько важных матчей и всегда буду благодарен им за эту возможность. У меня получилось провести три года рядом со своей матерью — с 15-летнего возраста я был полностью в футболе, — и только поэтому я могу забыть о большинстве негатива.

Со своей стороны, в сентябре 2010 года болельщики «Вест Бромвича» вывесили ответный плакат «Спасибо, Локомотив!».
По итогам сентября, Одемвингие был признан лучшим игроком месяца Премьер-лиги, где забил 2 гола и сделал голевую передачу в трёх матчах. Голы Питера принесли его клубу победу над «Арсеналом» (3:2 в гостях, 25 сентября 2010 г.), а также ничью (2:2) в матче с «Вест Хэмом», 10 ноября 2010 года. Всего за сезон Питер забил 16 голов в Премьер-лиге, установив клубный рекорд.
18 августа 2011 года появилась информация о том, что Питер продлил контракт с «Вест Бромвичем».
12 февраля 2012 года в матче против «Вулверхемптона» Одемвингие оформил свой первый хет-трик в Премьер-лиге.

### «Кардифф Сити»
2 сентября 2013 года Одемвингие перешёл в «Кардифф Сити», подписав контракт на два года с зарплатой около 2,25 млн фунтов стрерлингов. Дебютировал 22 сентября 2013 года в матче против «Тоттенхема». Первый гол за клуб забил спустя два дня — в Кубке Английской лиги против «Вест Хэма». Всего за «Кардифф» провёл 17 матчей и забил два гола во всех турнирах. Он хорошо ладил с тренером «Кардиффа» Малки МакКея, но после его замены на Уле Гуннара Сульшера Одемвингие потерял место в составе.

### «Сток Сити»
28 января 2014 года Одемвинге заключил контракт со «Сток Сити» на 18 месяцев, став частью сделки по переходу в «Кардифф» Кенвена Джонсона. Дебютировал уже на следующий день — 29 января в матче против «Сандерленда», а первый гол забил спустя неделю — 8 февраля года в ворота «Саутгемптона». Всего в АПЛ в сезоне 2013/14 он забил 5 голов в 15 играх, что позволило ему рассчитывать на место в расширенном составе сборной Нигерии перед чемпионатом мира.
Практически весь сезон 2014/15 Одемвингие преследовали травмы, в результате чего он лишь 8 раз появился на поле, но тем не менее продлил контракт со «Сток Сити» еще на год.
В сезоне 2015/16 не выдержал конкуренции и отправился в аренду в клуб Чемпионшипа «Бристоль Сити» в марте 2016 года, в составе которого провел 7 игр, забив 2 гола.

### «Ротерем Юнайтед»
В сезоне 2016/17 Одемвинге подписал краткосрочный контракт с клубом Чемпионшипа «Ротерем Юнайтед», в составе которого также успел провести лишь 7 игр, но голами при этом не отмечался. О своем уходе в конце сезона игрок уведомил тренера по СМС.

### «Мадура Юнайтед»
3 апреля 2017 года подписал однолетний контракт с клубом индонезийской Лиги 1 «Мадура Юнайтед». В своем последнем сезоне на профессиональном уровне забил 15 голов в 22 матчах.

## Карьера в сборной
Одемвингие играл за Нигерию на Кубке африканских наций 2004 (забив 4 гола в 6 играх) и 2006 года. На Кубке африканских наций 2008 он сыграл во всех матчах сборной (трижды в основе и выход на замену в проигранном матче с Кот-д’Ивуаром вместо Джона Утаки), не забил ни одного мяча. На Олимпийских играх 2008 сыграл во всех 6 матчах сборной Нигерии, забил 1 гол; стал серебряным призёром Олимпийских игр. На последнем Кубке африканских наций 2010 был выпущен на замену в матче с Бенином, а в матче с Мозамбиком отметился дублем, принеся команде победу и выход в плей-офф.

### Клубная статистика
| Выступление            | Выступление      | Выступление      | Чемпионат | Чемпионат | Кубки | Кубки | Еврокубки | Еврокубки | Прочие | Прочие | Итого | Итого |
| Клуб                   | Лига             | Сезон            | Игры      | Голы      | Игры  | Голы  | Игры      | Голы      | Игры   | Голы   | Игры  | Голы  |
| ---------------------- | ---------------- | ---------------- | --------- | --------- | ----- | ----- | --------- | --------- | ------ | ------ | ----- | ----- |
| Ла-Лувьер              | Лига Жюпиле      | 2002/03          | 10        | 1         | 0     | 0     | 0         | 0         | 0      | 0      | 10    | 1     |
| Ла-Лувьер              | Лига Жюпиле      | 2003/04          | 26        | 5         | 0     | 0     | 2         | 1         | 0      | 0      | 28    | 6     |
| Ла-Лувьер              | Лига Жюпиле      | 2004/05          | 2         | 2         | 0     | 0     | 0         | 0         | 0      | 0      | 2     | 2     |
| Ла-Лувьер              | Итого            | Итого            | 38        | 8         | 0     | 0     | 2         | 1         | 0      | 0      | 40    | 9     |
| Лилль                  | Лига 1           | 2004/05          | 20        | 4         | 0     | 0     | 4         | 0         | 0      | 0      | 24    | 4     |
| Лилль                  | Лига 1           | 2005/06          | 26        | 14        | 0     | 0     | 8         | 1         | 0      | 0      | 34    | 15    |
| Лилль                  | Лига 1           | 2006/07          | 29        | 5         | 0     | 0     | 9         | 2         | 0      | 0      | 38    | 7     |
| Лилль                  | Итого            | Итого            | 75        | 23        | 0     | 0     | 21        | 3         | 0      | 0      | 96    | 26    |
| Локомотив (Москва)     | Премьер-лига     | 2007             | 14        | 4         | 0     | 0     | 0         | 0         | 0      | 0      | 14    | 4     |
| Локомотив (Москва)     | Премьер-лига     | 2008             | 25        | 10        | 0     | 0     | 5         | 2         | 0      | 0      | 30    | 12    |
| Локомотив (Москва)     | Премьер-лига     | 2009             | 25        | 7         | 0     | 0     | 0         | 0         | 0      | 0      | 25    | 7     |
| Локомотив (Москва)     | Премьер-лига     | 2010             | 10        | 0         | 0     | 0     | 0         | 0         | 0      | 0      | 10    | 0     |
| Локомотив (Москва)     | Итого            | Итого            | 74        | 21        | 0     | 0     | 5         | 2         | 0      | 0      | 79    | 23    |
| Вест Бромвич Альбион   | Премьер-лига     | 2010/11          | 32        | 15        | 0     | 0     | 0         | 0         | 0      | 0      | 32    | 15    |
| Вест Бромвич Альбион   | Премьер-лига     | 2011/12          | 30        | 10        | 2     | 1     | 0         | 0         | 0      | 0      | 32    | 11    |
| Вест Бромвич Альбион   | Премьер-лига     | 2012/13          | 25        | 5         | 1     | 0     | 0         | 0         | 0      | 0      | 26    | 5     |
| Вест Бромвич Альбион   | Итого            | Итого            | 87        | 30        | 3     | 1     | 0         | 0         | 0      | 0      | 90    | 31    |
| Кардифф Сити           | Премьер-лига     | 2013/14          | 15        | 1         | 2     | 1     | 0         | 0         | 0      | 0      | 17    | 2     |
| Кардифф Сити           | Итого            | Итого            | 15        | 1         | 2     | 1     | 0         | 0         | 0      | 0      | 17    | 2     |
| Сток Сити              | Премьер-лига     | 2013/14          | 15        | 6         | 0     | 0     | 0         | 0         | 0      | 0      | 15    | 6     |
| Сток Сити              | Премьер-лига     | 2014/15          | 7         | 0         | 1     | 0     | 0         | 0         | 0      | 0      | 8     | 0     |
| Сток Сити              | Премьер-лига     | 2015/16          | 5         | 0         | 3     | 0     | 0         | 0         | 0      | 0      | 8     | 0     |
| Сток Сити              | Итого            | Итого            | 27        | 6         | 4     | 0     | 0         | 0         | 0      | 0      | 31    | 6     |
| Бристоль Сити (аренда) | Чемпионшип       | 2015/16          | 7         | 2         | 0     | 0     | 0         | 0         | 0      | 0      | 7     | 2     |
| Бристоль Сити (аренда) | Итого            | Итого            | 7         | 2         | 0     | 0     | 0         | 0         | 0      | 0      | 7     | 2     |
| Всего за карьеру       | Всего за карьеру | Всего за карьеру | 323       | 91        | 9     | 2     | 28        | 6         | 0      | 0      | 360   | 99    |

по состоянию на 21 мая 2016

## Достижения
Командные
«Ла-Лувьер»
- Кубок Бельгии: 2002/03

Личные
- Футболист года в Нигерии: 2009[19]
- Игрок месяца английской Премьер-лиги (3): сентябрь, апрель (сезон 2010/11), февраль (сезон 2011/12)